# واهو
واهو (نام علمی: Acanthocybium solandri) نام یک گونه از تیره تون‌ماهیان است.